# Жёлоб безопасности

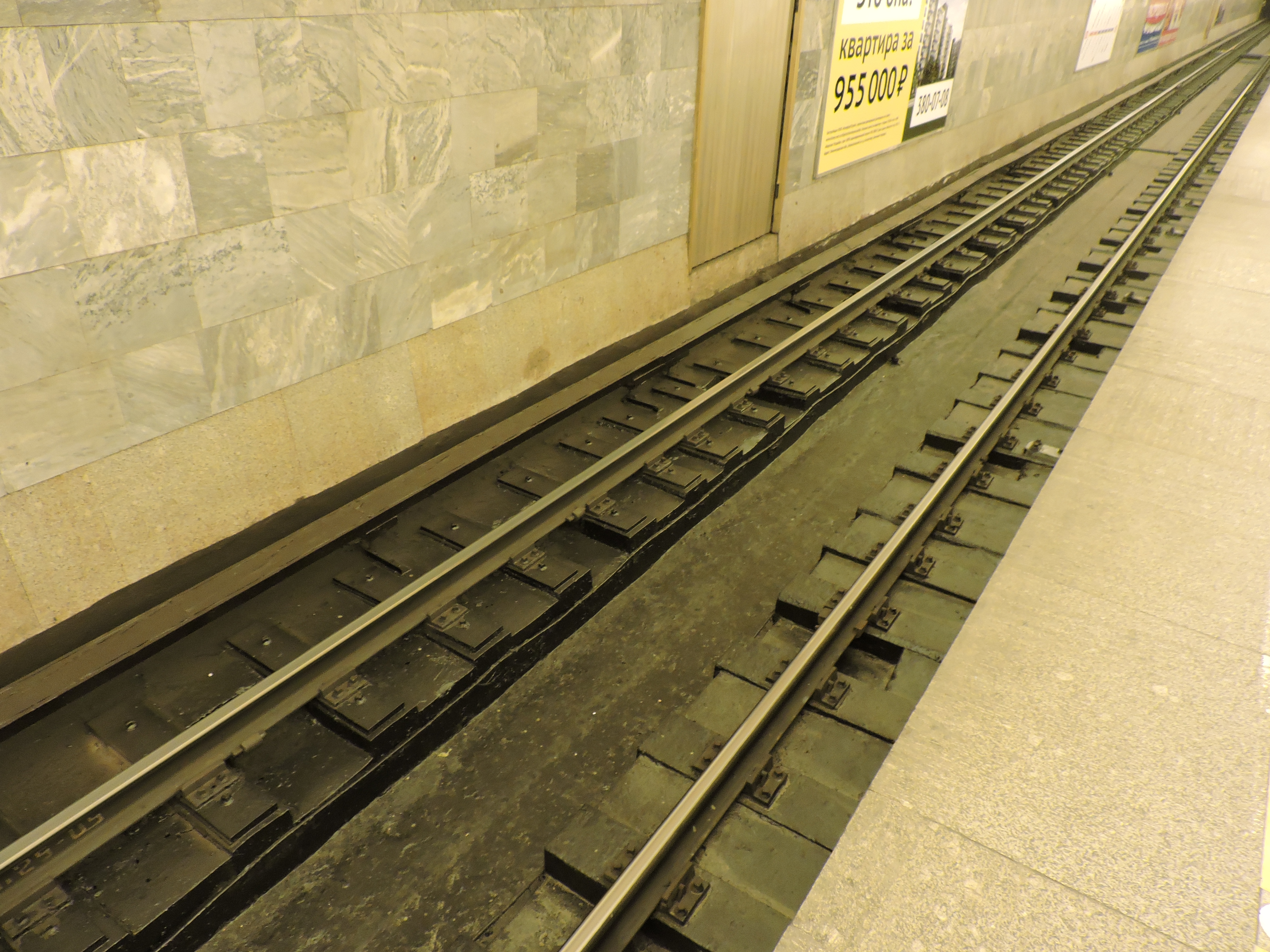
Жёлоб безопасности на станции метро «Ладожская» Петербургского метрополитена

Водоотводный лоток (в просторечии — лежак, лоток, жёлоб безопасности) — углубление между рельсами станционных путей метро, предназначенное прежде всего для отвода грунтовых вод. В исключительных случаях может использоваться для спасения в случае падения на рельсы. 

## Конструкция
Ширина лотка составляет 0,9 метров, а глубина 0,5-0,6 метров от уровня головки рельсов. Межрельсовое пространство освобождается от шпал (при их применении), части которых размещаются непосредственно под рельсами («шпальные коротыши»). Протяжённость, как правило, совпадает с длиной платформы. При этом он совмещён с системой отвода грунтовых вод.

## Применение (при наличии)
Прежде всего, жёлоб безопасности предназначен для отвода грунтовых вод. Чаще всего применяется на путях, оборудованных контактным рельсом.
В исключительных случаях жёлоб может использоваться для негарантированного спасения в случае падения на рельсы. Причина этого в том, что человек, спасаясь от приближающегося поезда и стремясь выбраться на платформу, может коснуться контактного рельса, находящегося под высоким напряжением, и получить смертельный удар током, тогда как при наличии лотка он может лечь в него и дождаться полной остановки поезда и помощи квалифицированных сотрудников. Кроме того, в случае удара от поезда человек более вероятно упадёт в жёлоб, а не под колёса, и получит травмы меньшей тяжести. Если пассажир попал в жёлоб и не успевает выбраться из него, то следует расположиться головой к направлению поезда, плотно прижав руки и выступающие части одежды. Лежащему ниже головки рельса опасность не угрожает, так как у подвижного состава нет ни одной детали, расположенной ниже неё. Однако следует помнить, что подвагонное оборудование находится под высоким напряжением.

## Отсутствие
В Токийском метрополитене жёлоба безопасности нет. Также желоба безопасности отсутствуют на станции метро «Спортивная» Петербургского метрополитена в связи с тем, что её конструкция очень чувствительна к вибрациям, а также на наземных крытых станциях (за исключением станции «Шушары»), где лежак заменяет центральная платформа и пространство под боковыми платформами. Также лежаки отсутствуют на некоторых станциях Московского метрополитена: лежаков нет на станциях «Кунцевская» (Арбатско-Покровской и Филёвской линий), «Пионерская», «Фили», «Филёвский парк», «Багратионовская», «Студенческая», «Кутузовская», «Измайловская», «Бунинская аллея», «Улица Горчакова», «Бульвар Адмирала Ушакова», «Улица Скобелевская», «Выхино», «Технопарк», «Воробьёвы горы», «Филатов луг», «Прокшино», «Ольховая», «Мякинино». На станциях закрытого типа («горизонтальный лифт») пути изолированы от доступа пассажиров, однако несмотря на это жёлоб безопасности тоже может присутствовать.

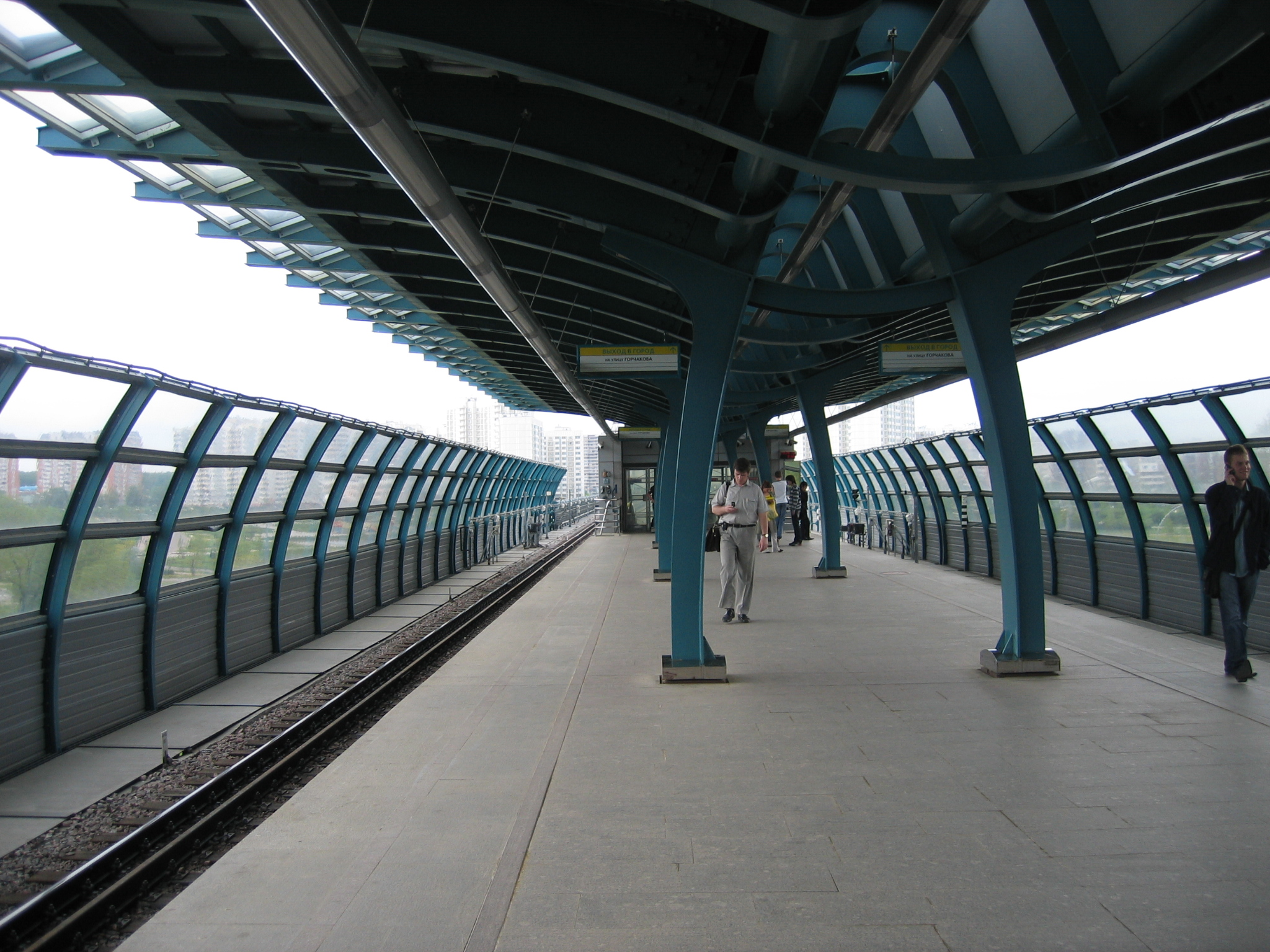
Станция метро «Улица Горчакова» Московского метрополитена. Жёлоб безопасности отсутствует
Конструкция станции «Спортивная» Петербургского метрополитена в поперечном разрезе. Желоба безопасности отсутствуют
Типовой проект станции закрытого типа в Петербургском метрополитене. Желоба безопасности присутствуют